# Rafael Montero Gomis
Rafael Montero Gomis (Alacant, 1938 - 2025) va ser un advocat i polític alacantí, governador civil de Castelló durant la transició espanyola. Llicenciat en dret, fins 1976 va ser delegat provincial del Ministeri d'Educació i Ciència a la província d'Almeria. De 1976 a 1980 va ocupar el mateix càrrec a la província de Màlaga El juliol de 1980 fou nomenat governador civil de Castelló. Durant el seu mandat es va produir el cop d'estat del 23 de febrer. Deixà el càrrec després de la victòria del PSOE a les eleccions generals espanyoles de 1982. Aleshores es va quedar a Castelló de la Plana, on va ocupar càrrecs de responsabilitat en organitzacions empresarials. El 2007 fou nomenat secretari de la Confederació d'Empresaris de Castelló (CEC) càrrec que va ocupar fins que es va veure imputat en un presumpte cas de frau en cursos de formació en setembre de 2015, cosa que va provocar el seu cessament l'agost de 2016 i que el setembre del mateix any es donés de baixa de l'organització. El 2011 va rebre la Medalla de la Universitat Jaume I per la seva contribució a la creació i consolidació de la Universitat.